# 3217 Сейдельманн
3217 Сейдельманн (3217 Seidelmann) — астероїд головного поясу, відкритий 2 вересня 1980 року.
Тіссеранів параметр щодо Юпітера — 3,480.